# Oldřich Šustera

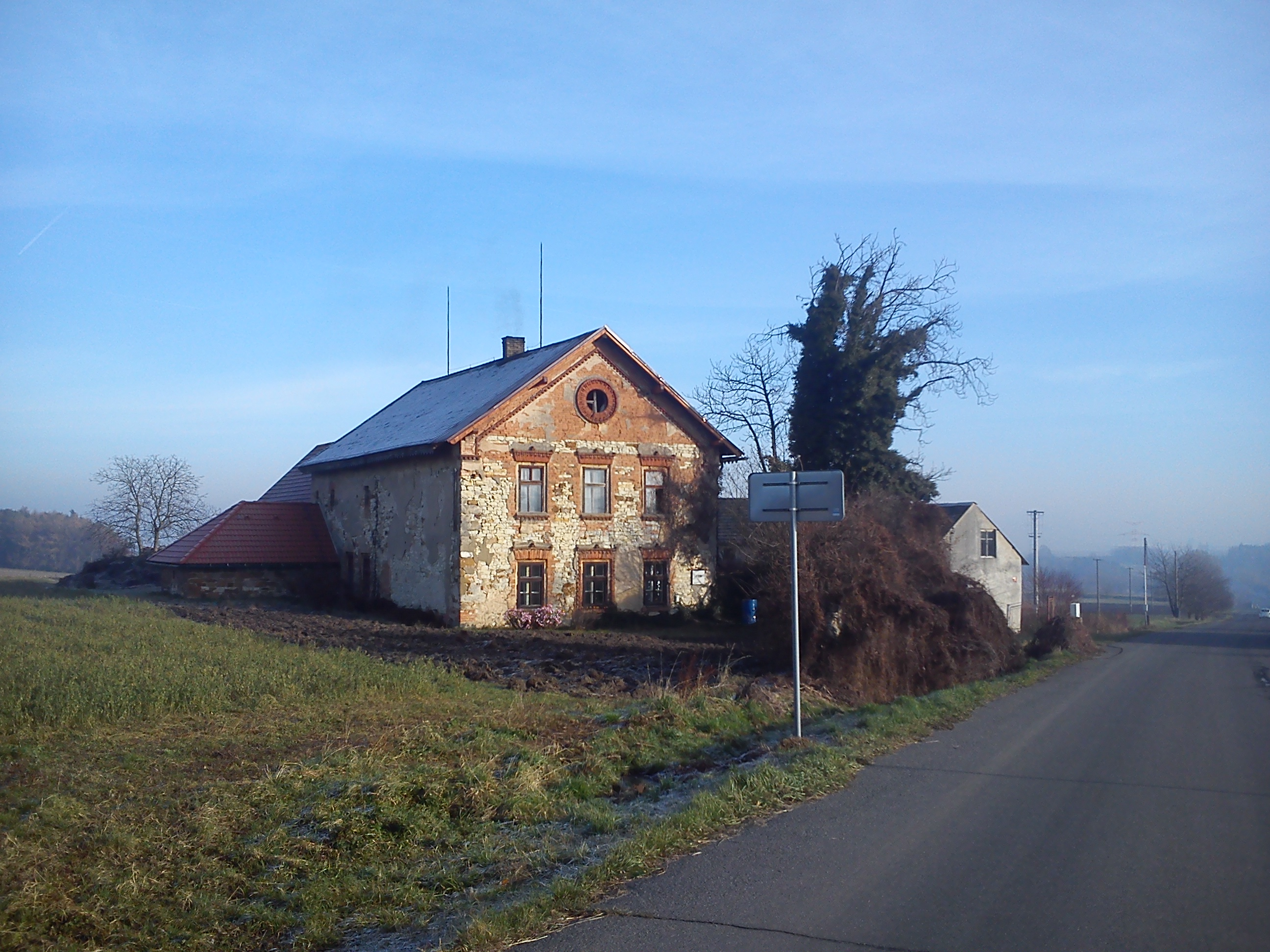
Dolejší hospoda v Panenském Týnci, kde se Oldřich Šustera narodil

Oldřich Šustera (31. července 1879 Žerotín, dnešní okres Louny – 28. listopadu 1971 Praha) byl český přírodovědec, entomolog a především hymenopterolog, v letech 1950–55 předseda a účetní ředitel České společnosti entomologické. Jeho bratrem byl atlet a olympionik Miroslav Šustera.

## Život
Narodil se 31. července 1879 v Žerotíně v tehdejším Lounském hejtmanství Žateckého kraje, přesněji na tzv. Dolejší hospodě (dům č. p. 36), která je sice de facto součástí Panenského týnce, ale leží na kraji žerotínského katastru. Jeho otec Antonín Šustera byl zdejším rolníkem, matka Eugenie za svobodna Bečvářová byla dcerou revírníka Jana Bečváře z Panenského Týnce. Dědeček Josef Šustera provozoval po boku manželky Any právě Dolejší hospodu jako hostinský. Zatímco Oldřich se věnoval entomologii, jeho o rok starší bratr Miroslav Šustera se uplatnil jako atlet a olympionik.

### Kariéra
Oldřich Šustera byl specialista na blanokřídlé (Hymenopterologie), mezinárodně uznávaný odborník na hrabalky. V dobách svých kariérních začátků na počátku 20. století bylo málo jak badatelů v oblasti hymenopterologie, tak i literatury na toto téma, která byla značně roztříštěná, což ztěžovalo jeho práci. Čeledi hrabalek se přesto věnoval velmi intenzívně. Popsal mnoho dosud nepopsaných druhů, rodů i podrodů hrabalek a mnoho z nich jsou dosud v platnosti. Příkladem může být v Česku a na Slovensku žijící Evagetes pontomoravicus.
V letech 1950–55 byl předsedou a účetním ředitelem České společnosti entomologické. Pečoval o sbírky blanokřídlého hmyzu v Národním muzeu v Praze. Byl spoluautorem knihy Klíč zvířeny ČSR.